# AP-51 (Spanje)
De autopista AP-51 is een deels aangelegde en deels geplande autosnelweg in Castilië en León in Spanje, en gaat Avila verbinden met de autopista AP-6.